# Cuccumelletta
Ne doit pas être confondu avec Tombe de la Cuccumella.
Le tumulus de la Cuccumelletta  (en italien : Tumolo della Cuccumelletta) est l'une des tombes étrusques, datant de la première moitié du VIIe  et début du  Ve siècle av. J.-C., situées dans la nécropole de la Polledrara près de la ville de Vulci dans la  province de Viterbe, dans le nord du Latium. 

## Histoire
La Cuccumelletta date de la période orientalisante.  
Le tumulus a été exploré par Lucien Bonaparte dans la première décennie des années 1800. 

## Description
La Cuccumelletta se trouve dans la zone la plus méridionale de Vulci dans la nécropole de la Polledrara, comprise dans le Parco Archeologico Ambientale di Vulci. 
Le tumulus délimité par un tambour en blocs de nenfro, contient une tombe constituée d'un long dromos menant à un vestibule à ciel ouvert avec trois portes. Deux portes mènent à deux chambres latérales et la troisième à un atrium dont le plafond est décoré imitant les caissons linéaires. Autour de l'atrium et selon un schéma en croix on trouve les trois chambres funéraires principales. 
Un petit temple funéraire a été mis au jour à proximité du tumulus. Il s'agit d'une structure double à plan rectangulaire, probablement destinée au culte des nobles personnages propriétaires du tombeau voisin.
Les fouilles sporadiques sont encore en cours.

## Sources
- x